# Led Zeppelin
Led Zeppelin [ˌlɛdˈzɛplɪn] (anhörenⓘ) war eine britische Rockband. 1968 gegründet, gehört sie mit 300 Millionen verkauften Alben zu den erfolgreichsten Bands überhaupt.
Der Tod des Schlagzeugers John Bonham im September 1980 markierte das Ende der Band, die mit dem Sänger Robert Plant, dem Gitarristen Jimmy Page und dem Bassisten John Paul Jones durchgehend in gleicher Besetzung aktiv war. Musikalisch gehörte Led Zeppelin zu den Pionieren des Hard Rock, Bluesrock, Progressive Rock sowie des aufkeimenden Heavy Metal, verarbeitete aber auch Einflüsse der Folkmusik.

## Geschichte

### Vorgeschichte und Gründung
Die Anfänge sind auf die britische Band The Yardbirds zurückzuführen. Jimmy Page spielte dort von 1966 an erst E-Bass, dann E-Gitarre. Nachdem Jeff Beck und später auch Keith Relf und Jim McCarty die Gruppe verlassen hatten, bauten Page und der verbliebene Bassist Chris Dreja eine neue Band auf.
Ursprünglich hatte Page geplant, Procol Harums Schlagzeuger B. J. Wilson und Terry Reid zu verpflichten, jedoch erteilten ihm beide eine Absage. Letzterer empfahl Robert Plant, der zuvor Sänger der Band Hobbstweedle gewesen war. Dieser schlug John Bonham als Schlagzeuger vor, der bereits mit ihm in der Band of Joy gespielt hatte. Als dann auch Dreja die Band verließ, verpflichtete man John Paul Jones. Somit war die neue Besetzung komplett. Erstmals gemeinsam zu hören war das spätere Quartett, das sich aus vier gefragten Sessionmusikern formiert hatte, allerdings in einem Song auf dem bis Anfang September 1968 aufgenommenen Album Three Week Hero von P. J. Proby. Obwohl Page das einzige ehemalige Yardbirds-Mitglied war, trat die Band im September 1968 zunächst noch unter dem Namen The New Yardbirds auf, da noch bestehende Yardbirds-Verträge erfüllt werden mussten, und änderte erst später nach einer Minitournee in Skandinavien den Namen.

### Name
Großer Einfluss auf die Namensgebung wird Keith Moon, dem Schlagzeuger von The Who, zugesprochen. Dieser soll 1966 bei den Aufnahmen zur Jeff-Beck-B-Seite Beck’s Bolero (an der Page und John Paul Jones mitwirkten) gesagt haben, eine Band um Page würde „abstürzen wie ein bleiernes Luftschiff“ („The band will go over like a lead zeppelin“). Diese Bezeichnung sei im Oktober 1968 schließlich von der Band übernommen worden. Da im Englischen das Wort lead sowohl das Verb to lead [liːd] („führen“) als auch das Substantiv lead [lɛd] („Blei“) bezeichnet, strich man auf Vorschlag des Managers Peter Grant zur Verdeutlichung der korrekten Aussprache das a, um zu verhindern, dass „doofe Amerikaner“ („thick Americans“) es als „leed“ [liːd] aussprechen.

### Erstes Album: Led Zeppelin

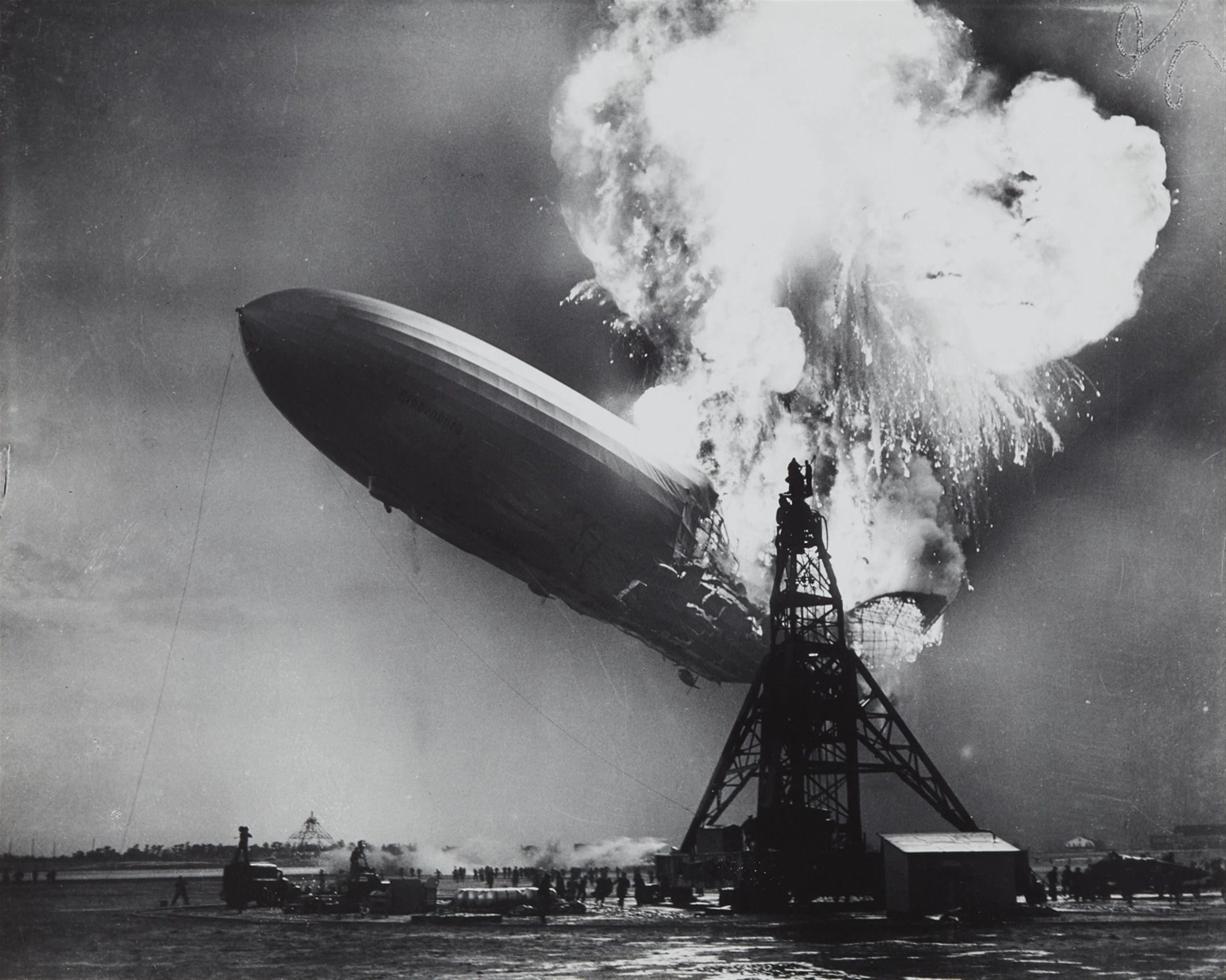
Fotografie der brennenden Hindenburg, die von Led Zeppelin für ihr erstes Album als Cover benutzt wurde

Während der ersten US-Tournee in den Wintermonaten 1968/69 agierte Led Zeppelin zunächst als Vorgruppe für Vanilla Fudge, Iron Butterfly, Alice Cooper und Country Joe and the Fish.
Etwa zur gleichen Zeit schloss die Band einen Vertrag mit Atlantic Records ab und nahm in nur 30 Stunden im Studio ihr Debütalbum Led Zeppelin auf, das am 12. Januar 1969 veröffentlicht wurde. Bereits auf dem Debütalbum wurden verschiedene musikalische Genres vereint: So sind Einflüsse aus dem Blues deutlich hörbar, während Good Times Bad Times und Communication Breakdown einen deutlich härteren Sound aufweisen. Bei den Stücken Black Mountain Side und Babe I’m Gonna Leave You sind hingegen Folkeinflüsse unverkennbar. Die Kritiken waren gemischt, erst im Rückblick erhielt das Album von der Musikpresse überwiegend positive Bewertungen. Heute wird es als „Wendepunkt in der Entwicklung des Hard Rock und Heavy Metal“ bezeichnet. Das Album konnte sich auf Platz sechs der britischen Charts platzieren und leitete den Beginn der Karriere von Led Zeppelin ein. Die Aufnahmekosten betrugen nur 1800 Pfund, das Album spielte jedoch etwa 3,5 Millionen Pfund ein.
Im April 1969 machte man sich erneut nach Nordamerika auf. Das Debütalbum war bei amerikanischen Radiostationen inzwischen sehr beliebt, was einen beträchtlichen Popularitätszuwachs und steigende Verkaufszahlen zur Folge hatte, so dass das Album Position 10 der Bilboard-Album-Charts erreichen konnte.
Als wichtiger Faktor für die Entwicklung des Banderfolgs gilt der Manager Peter Grant. Er hatte bereits die Yardbirds seit 1966 betreut und handelte auch für Led Zeppelin Verträge aus, die zum kommerziellen Erfolg beitrugen. Er verfolgte zudem die Strategie, sich früh auf die US-amerikanischen Bühnen zu konzentrieren. 
In Europa dagegen ließ der Durchbruch etwas länger auf sich warten. Während sich in England der Erfolg einstellte, nachdem man durch fünf Liveauftritte bei den Radiosendern der BBC im März und Juni 1969 auf sich aufmerksam machen konnte, waren die Reaktionen auf dem europäischen Festland zunächst sehr zurückhaltend. Exemplarisch dafür ist der Auftritt Led Zeppelins bei der ARD-Sendung Beat-Club: Ende März 1969 spielte man in den Studios von Radio Bremen unter anderem die Titel Babe I’m Gonna Leave You und You Shook Me ein. Die Beat-Club-Produzenten waren von den Darbietungen der Band allerdings wenig beeindruckt, sodass das aufgezeichnete Material zunächst nicht ausgestrahlt wurde. Erst als im Frühjahr 1970 der Song Whole Lotta Love in Deutschland populär wurde, griff man für die Produktion eines Videoclips auf das aufgezeichnete Filmmaterial zurück. Der Clip wurde am 28. März 1970 innerhalb des Beat-Club 53 ausgestrahlt und war mit der Studioversion von Whole Lotta Love unterlegt. Die Audiospuren der Originalaufzeichnung wurden nicht verwendet.
Nach den ernüchternden Erfahrungen mit dem Beat-Club und zwei vorausgegangenen, aus Sicht der Band misslungenen Fernsehauftritten in Dänemark und Frankreich im März 1969 beschlossen Band und Management, sich zukünftig von dem Medium Fernsehen fernzuhalten. Nach Aussagen von Jimmy Page sei man nach den negativen TV-Erfahrungen zu der Meinung gelangt, dass man nicht in das „Pop-Format“ der Sender gepasst habe und diese es nicht verstanden hätten, eine neuartige Band wie Led Zeppelin angemessen zu präsentieren. Als Resultat konzentrierte sich die Band nahezu ausschließlich auf Alben und Liveauftritte.

### Der Weg zum Erfolg
Das zweite Album, schlicht Led Zeppelin II benannt, folgte dem gleichen Stil wie das Debüt. Es enthält unter anderem Heartbreaker und Whole Lotta Love, die von einprägsamen Gitarrenriffs gekennzeichnet sind. Für die Plattenhülle wurde ein altes Gruppenbild mit dem Roten Baron verwendet. Das Album erreichte Position eins der US-Charts, wo es das Beatles-Album Abbey Road verdrängte. Der Rolling Stone beschrieb Page aufgrund seiner musikalischen Leistung als „absolute number-one heaviest white blues guitarist“.
Im Rahmen einer Europatournee gab die Band im Frühjahr 1970 die ersten vier Konzerte in Deutschland, angefangen mit einem Auftritt im Münchner Circus-Krone-Bau am 8. März. Die Tournee wurde, wie auch alle späteren Auftritte in Deutschland, von der Konzertagentur Lippmann & Rau veranstaltet. In Kopenhagen traf die Band Gräfin Eva von Zeppelin während der Dreharbeiten für eine Fernsehsendung. Zeppelin äußerte gegenüber der Band ihre Unzufriedenheit und Verachtung wegen der Verwendung ihres Familiennamens als Bandnamen. Sie äußerte sich auch empört über das erste Albumcover, das das brennende Zeppelinschiff während der Hindenburg-Katastrophe zeigte. Als Reaktion auf die Klageandrohung der Gräfin beschloss die Band, ihren Namen für einen Abend während ihres Auftritts in Kopenhagen am 28. Februar 1970 in NOBS zu ändern, um rechtliche Schritte zu vermeiden.
Die Stücke für das dritte Album Led Zeppelin III schrieben Page und Plant im Bron-Yr-Aur [brɔn‿ər.aɪr] (goldener Hügel), einem abgelegenen Landhaus ohne Stromversorgung in Wales. Daraus resultierte ein eher akustischer Sound, der stark durch keltische Musik und Folkmusik beeinflusst war und eine neue Seite von Jimmy Pages musikalischer Vielseitigkeit enthüllte, wie beispielsweise in Gallows Pole und Tangerine zu hören ist. Eröffnungsstück ist der Immigrant Song, zu dem Robert Plant auf der Island-Tour im Sommer 1970 inspiriert wurde. Nach dem Aufenthaltsort wurden auch die Lieder Bron-Yr-Aur (später auf Physical Graffiti erschienen) und Bron-Yr-Aur Stomp (auf dem Albumcover fälschlicherweise Bron-Y-Aur Stomp betitelt) benannt. Das Album schließt mit Hats Off to (Roy) Harper, einer Hommage an den britischen Singer-Songwriter Roy Harper. Das Album erschien am 5. Oktober 1970.

### Weltruhm

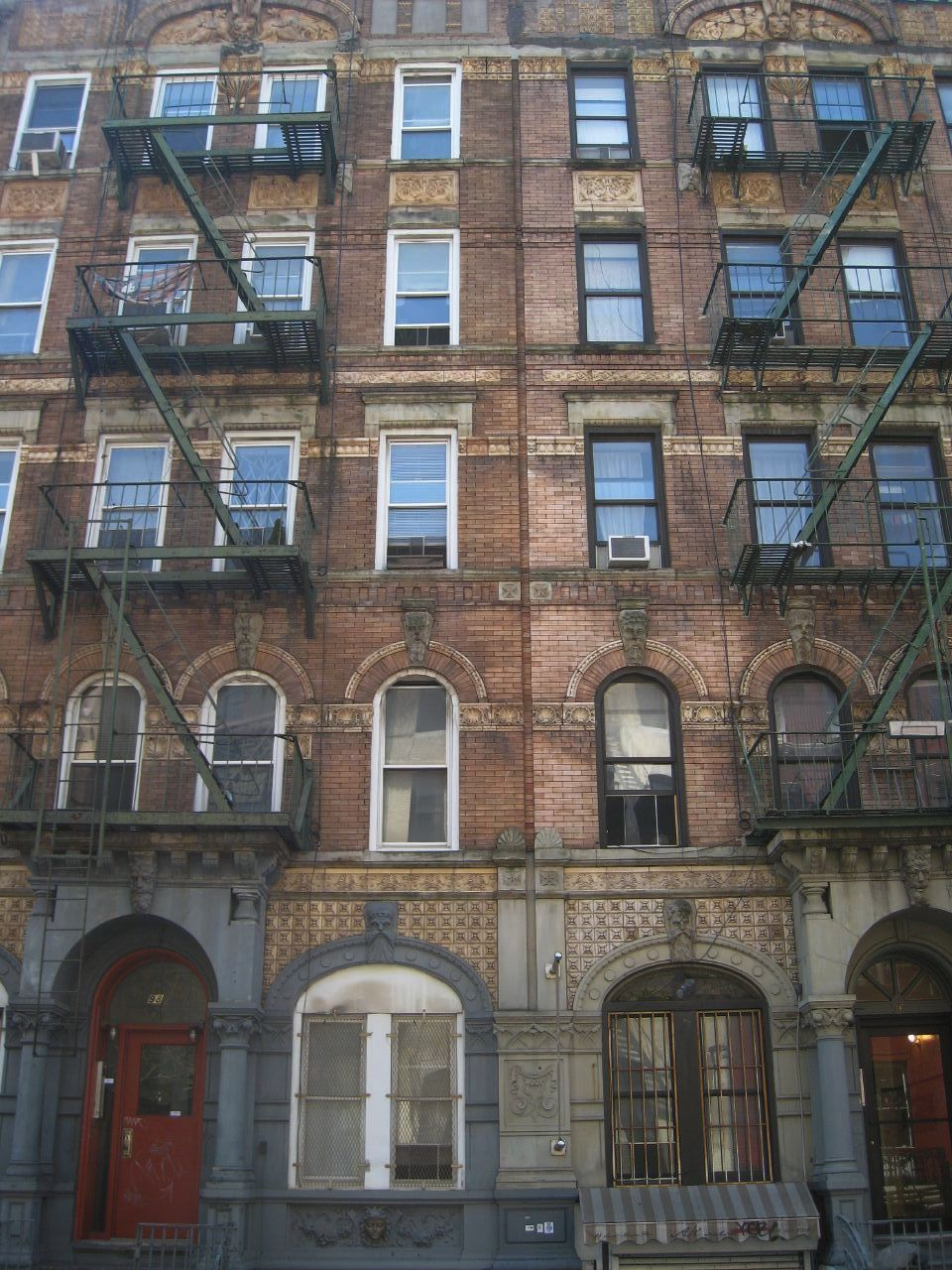
Die Gebäude 96 und 98 St. Mark’s Place, Manhattan, sind auf dem Cover zu Physical Graffiti zu sehen

Nach erfolgreichen Tourneen durch Nordamerika und Japan im Sommer 1971 erschien im November das nur mit vier kryptischen Symbolen betitelte vierte Album der Band. Bekannt wurde dieser Tonträger unter den Bezeichnungen Led Zeppelin IV oder Four Symbols. Mit dem Eröffnungsstück Black Dog schuf die Band einen Hardrocksong, der sowohl Plants Gesang als auch die musikalischen Fähigkeiten von Gitarrist Page und Drummer Bonham hervorhebt. Rock and Roll zeugt von den stilistischen Ursprüngen des Hard Rock im Rock ’n’ Roll der 1950er und 1960er Jahre. Entgegen der verbreiteten Angabe, der drum-groove eingangs basiere auf dem Titel Good Golly Miss Molly, ist es Little Richards Keep-A-Knockin’, welches als Vorlage diente. Das kommerziell erfolgreichste Werk ist die Rockballade Stairway to Heaven, die später zum Charthit wurde und laut einer Liste im Magazin Rolling Stone zu den „100 besten Songs aller Zeiten“ zählt. Bekannte Stücke sind der Folk-Rock-Titel Going to California und die Ballade The Battle of Evermore, die ein Gesangsduett von Robert Plant und Sandy Denny (Fairport Convention) enthält. Die Platte wurde überwiegend im Headley Grange, einem abgelegenen Landhaus in Hampshire, aufgenommen. Das Album erhielt nicht nur positive Kritiken, sondern verkaufte sich auch äußerst gut. Allein in den USA wurden bis 2009 24 Millionen Exemplare verkauft. Damit zählte es dort zu den vier am häufigsten verkauften Alben.
Im Jahr 1972 folgten drei kurze Tourneen, die die Band neben Australien und Neuseeland abermals in den USA und Japan auftreten ließen. Auf dieser und einer späteren Tour durch die USA reisten die Musiker in einem eigenen Flugzeug, einer Boeing 720. Nach zwei Auftritten im schweizerischen Montreux begann im November eine viermonatige Tournee durch Großbritannien.
Nach einer Europatour im März 1973 folgte mit Houses of the Holy das fünfte Album und eine erfolgreiche US-Tournee. Bei den drei letzten Konzerten der Tour im New Yorker Madison Square Garden entstand ein Großteil der Film- und Tonaufnahmen für den 1976 erschienenen Konzertfilm The Song Remains the Same und den gleichnamigen Soundtrack. Die Arbeit an dem Konzertfilm wurde im Herbst fortgesetzt.
1974 gründete Led Zeppelin das eigene, aber Atlantic Records untergeordnete Label Swan Song Records. Außer der Band unterschrieben auch unter anderem Bad Company, The Pretty Things und Maggie Bell bei dem Label. Für die Gestaltung des Logos wurde das Bild Evening, Fall of Day (1869) von William Rimmer verwendet, das Apollo oder Ikarus darstellt. Dieses Logo wurde auf vielen Fanartikeln abgedruckt.
Ihr erstes Doppelalbum Physical Graffiti nahmen die vier Musiker im Jahre 1974 auf. Das Album erschien im Frühjahr 1975 und enthält neben neuen auch schon früher geschriebene Stücke, die aus den Sessions für die letzten drei Alben übrig geblieben waren. Einer der bekanntesten und beim Live-Publikum beliebtesten Songs des Albums ist Kashmir, ein Stück, in dem die Musiker orientalische Einflüsse verarbeiteten. Nach eigenen Angaben ist der fünfte Titel Trampled Under Foot Plants Lieblingslied von Led Zeppelin.

### Weitere Tourneen

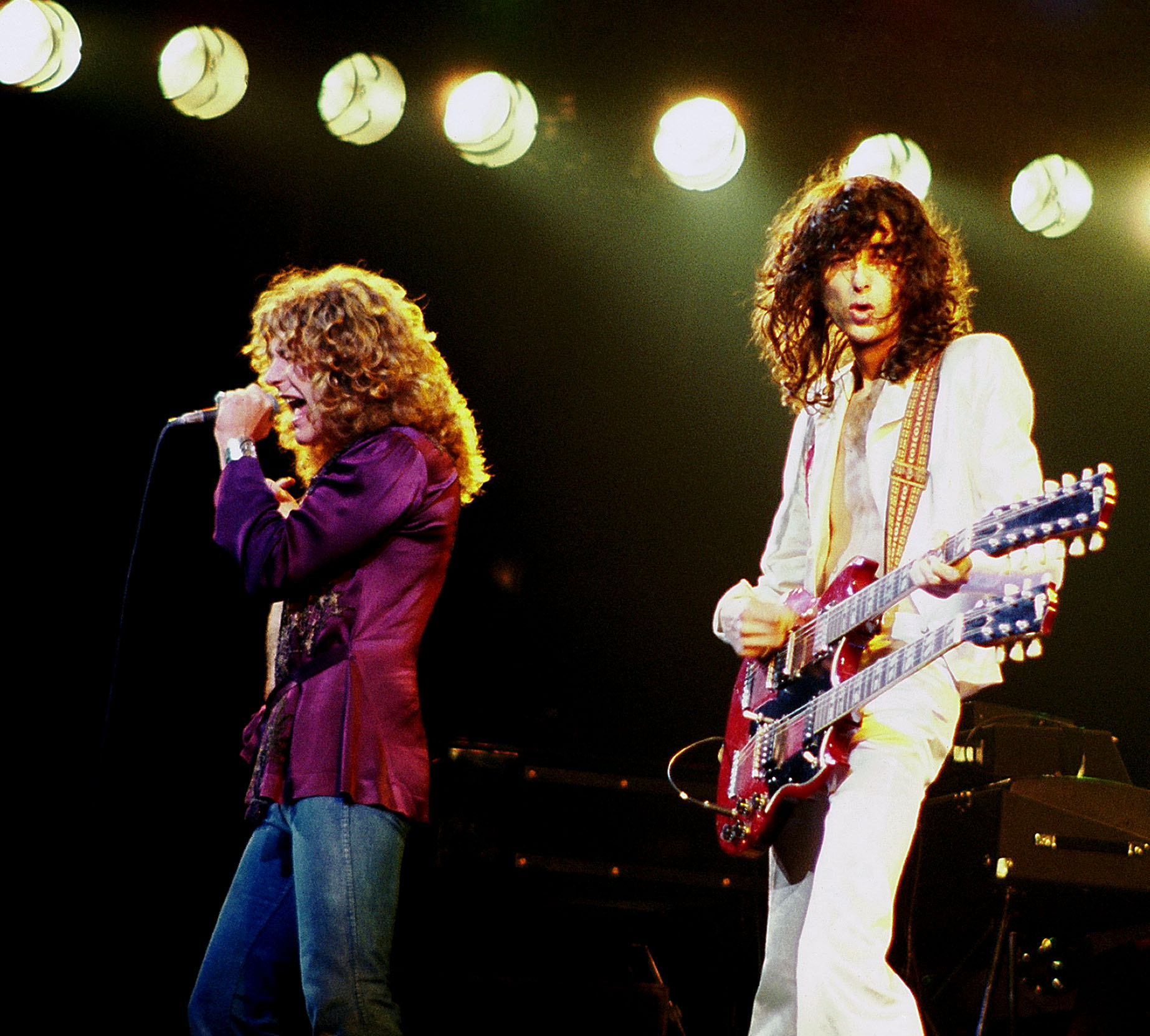
Robert Plant und Jimmy Page (1977)

Zu Beginn des Jahres 1975 unternahm man zunächst eine weitere US-Tournee. Nach zwei Jahren Bühnenabstinenz in Großbritannien gab die Band außerdem fünf Konzerte vor insgesamt 85.000 Zuschauern im Londoner Earls Court Exhibition Centre, von denen Mitschnitte später auf einer DVD veröffentlicht wurden.
Im August des Jahres, kurz vor dem Beginn einer geplanten Stadiontournee durch die USA, wurden Plant und seine Frau in einen Autounfall auf Rhodos verwickelt, bei dem Plant sich seinen Fuß brach. Da es somit unmöglich war, die Tour anzutreten, beschloss die Band, mit der Arbeit an einem neuen Album zu beginnen. Bei den Aufnahmen zu ihrem siebten Studioalbum Presence in den Münchener Musicland Studios saß Plant notgedrungen im Rollstuhl bzw. einem Sessel.
Im Spätherbst 1976 wurde schließlich The Song Remains the Same mitsamt Soundtrack veröffentlicht. Obwohl die Konzertaufnahmen bereits von 1973 stammten, blieb der Film für mehr als 20 Jahre das einzige Dokument der Liveauftritte von Led Zeppelin. Die Livemitschnitte sind durchsetzt von psychedelischen Spielfilmsequenzen und Szenen aus dem Backstagebereich.
1977 folgte eine weitere umfangreiche US-Tour, die ebenfalls innerhalb weniger Tage nach ihrer Ankündigung ausverkauft war. Auf dieser Tour spielte die Band vor jeweils circa 20.000 Zuschauern sechs ausverkaufte Konzerte nacheinander im New Yorker Madison Square Garden. Kurz vor Ende der Tour – die Band hatte noch sieben restlos ausverkaufte Konzerte vor sich – erreichte Plant die Nachricht, dass sein fünfjähriger Sohn Karac am 26. Juli an einer Virusinfektion verstorben war. Die Tournee wurde daraufhin abgebrochen.
Nach diesem tragischen Ereignis im Sommer 1977 kam die Band erst im Mai 1978 wieder zu Probeaufnahmen in Wales zusammen, wo mit der Arbeit an einem neuen Album begonnen wurde. Aufgenommen wurde In Through the Out Door, das achte Werk der Band, im November 1978 in den Stockholmer Polar Studios. Da Bonham durch Alkoholismus und Page durch Heroinsucht spürbar in ihrer Arbeitsfähigkeit eingeschränkt waren, wurde dieses letzte Studioalbum der Band von Plant und insbesondere von Jones geprägt. Erscheinungstermin war im August 1979, nach zwei Auftritten vor jeweils über 100.000 Zuschauern beim Knebworth-Festival in Stevenage.
Bereits während des Festivals kam es zu Spannungen zwischen Peter Grant und Festivalpromoter Freddy Bannister bezüglich der tatsächlichen Höhe der Zuschauerzahlen, die nach den vertraglichen Vereinbarungen ein Faktor bei der Berechnung der fälligen Lizenzgebühren waren. Die Lizenz galt für jeweils 100.000 Zuschauer. Aufgrund stark konträrer Angaben von Bannister und den örtlichen Behörden in Stevenage nach dem ersten Festivaltag stellte Grant vor dem zweiten Konzert eigenes Personal an den Einlässen ab, um die tatsächliche Besucherzahl zu ermitteln. Nach dem Festival beauftragte Grant zusätzlich ein unabhängiges Institut in Nassau, die Zuschauerzahlen anhand von Luftaufnahmen festzustellen. So standen schließlich den Angaben von Bannister (104.000 Zuschauer am 4. August und 40.000 am 11. August) Grants Zahlen gegenüber (218.000 am 4. August und 187.000 am 11. August). Der Disput endete mit dem Rückzug Freddy Bannisters aus dem Promotiongeschäft und dem Konkurs seiner Firma Tedoar Ltd.

### Tod John Bonhams und Auflösung der Band

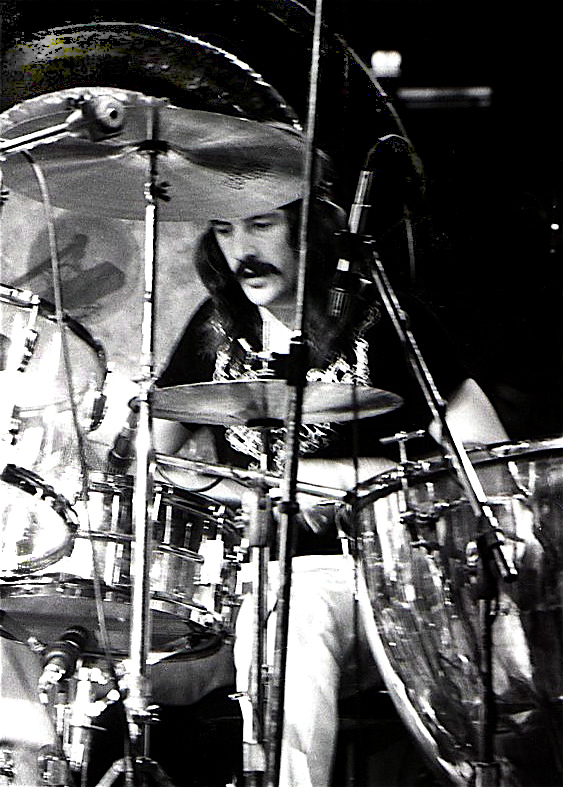
John Bonham mit Led Zeppelin (1975)

1980 unternahmen Led Zeppelin eine Europatournee, die durch 14 Städte im deutschsprachigen Raum sowie in Belgien und den Niederlanden führte, darunter Dortmund, Köln, Brüssel, Rotterdam, Bremen und Hannover.
Das Konzert in der Nürnberger Messehalle A am 27. Juni 1980 musste nach drei Songs abgebrochen werden, da der Schlagzeuger Bonham während des Spielens zusammenbrach. Es folgten noch sechs weitere Konzerte in Zürich, Frankfurt, zweimal in Mannheim, München und Berlin. Der Auftritt in der Berliner Eissporthalle am 7. Juli war das vorerst letzte Led-Zeppelin-Konzert für 27 Jahre und das letzte in Originalbesetzung.
Am 25. September wurde John Bonham tot in seinem Bett in Pages Haus in Windsor aufgefunden. Er war im Schlaf an seinem Erbrochenen erstickt, was als Folge übermäßigen Alkoholkonsums bewertet wurde. Die übrigen Bandmitglieder beschlossen daraufhin, Led Zeppelin aufzulösen. In einer Presseerklärung machten sie am 4. Dezember 1980 deutlich, dass es ihnen nicht möglich sei, ohne Bonham zu spielen.

### Projekte 1980–1990

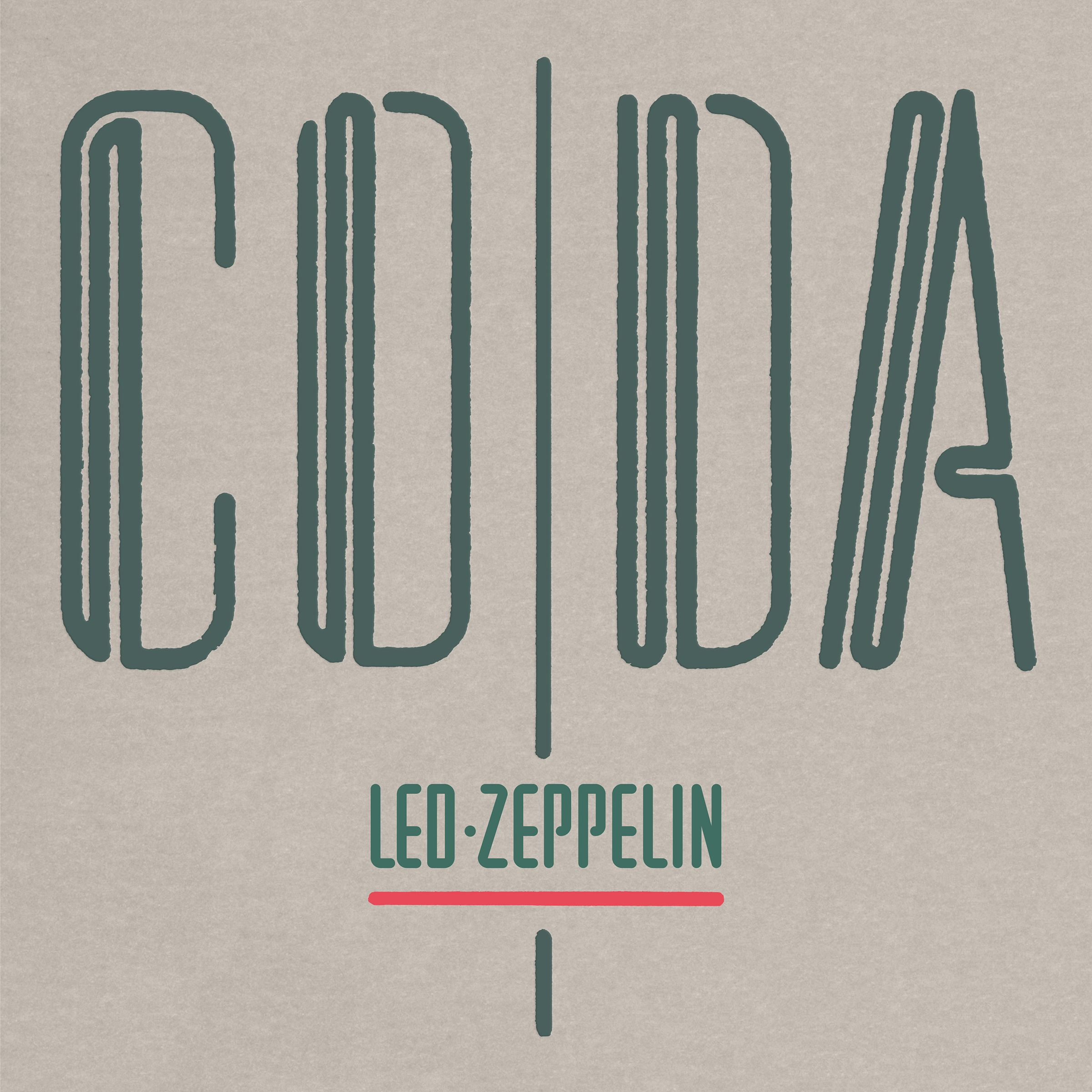
Codas Cover

Aufgrund vertraglicher Verpflichtungen gegenüber Atlantic Records musste das bandeigene Label Swan Song Records noch ein Studioalbum vorlegen. Jimmy Page stellte daraufhin aus bisher nicht veröffentlichten Live- und Studio-Einspielungen aus der Zeit von 1969 bis 1978 das letzte Led-Zeppelin-Album Coda zusammen. Es erschien im November 1982.
1981 ergab sich eine kurzfristige Zusammenarbeit Pages und Plants mit Chris Squire und Alan White von Yes unter dem Namen XYZ (Ex Yes Zeppelin), aus der sich aber kein langfristiges Engagement entwickelte. Einige der Songideen erschienen später als Bootleg und auf Alben von The Firm und Yes.
Im Jahr 1984 erschien mit The Honeydrippers, Vol. 1 das einzige Album der gleichnamigen Band, die 1981 als Projekt von Robert Plant gegründet worden war. Sein Ziel dabei war es, zu seinen musikalischen Wurzeln aus der Zeit vor Led Zeppelin zurückzukehren: Blues, Rock ’n’ Roll und R&B. Zu den Mitgliedern gehörten neben Jimmy Page auch Jeff Beck, Nile Rodgers (Chic), Robbie Blunt, Andy Sylvester (Savoy Brown) und andere.
1985 traten die verbliebenen Led-Zeppelin-Bandmitglieder als „Plant, Page and Jones“ mit Phil Collins und Tony Thompson am Schlagzeug bei Live Aid auf. Der Auftritt wurde ein Desaster. Robert Plant hatte stimmliche Probleme aufgrund von Überbelastung. Die Band war mit der Qualität ihres Auftritts dermaßen unzufrieden, dass sie ihr Einverständnis verweigerten, das entsprechende Filmmaterial zum Bestandteil des 2004 erschienenen, offiziellen 4-DVD-Sets Live Aid freizugeben. Stattdessen spendete man aus eigener Tasche für die Sudan-Hilfe.
Plant sagte 1988: 

„Es war grauenhaft. … Ich war heiser, ich hatte drei Gigs kurz vor Live Aid. Wir probten am Nachmittag, und als ich auf die Bühne ging, war meine Stimme schon lange weg.“

Phil Collins bezeichnete im November 2014 den Auftritt als „Desaster“:

„Robert war glücklich, mich zu sehen, aber Jimmy war es nicht. … Man konnte spüren, ich war nicht willkommen. Wenn ich gekonnt hätte, wäre ich gegangen. … Es war eine Katastrophe, wirklich. Robert war nicht bei Stimme und Jimmy war völlig raus. Es war nicht meine Schuld, es war Mist.“

Im Mai 1988 traten sie dann mit John Bonhams Sohn Jason Bonham beim 40-jährigen Jubiläum ihrer vormaligen Plattenfirma Atlantic Records auf.

### Die 1990er Jahre
Anfang der 1990er Jahre begab sich Jimmy Page erneut ins Studio und mischte nach und nach sämtliche alten Platten neu digital ab.
Im Sommer 1994 kamen Page und Plant für einen Fernsehauftritt im Rahmen der Reihe MTV Unplugged in London zusammen. Hierbei wurden alte Led-Zeppelin-Stücke mit arabischen Musikern und dem London Metropolitan Orchestra neu arrangiert eingespielt. Die allgemeine Resonanz auf die Ausstrahlung der entsprechenden MTV-Sendung, betitelt No Quarter – Unledded, war derart positiv, dass man von den MTV-Aufnahmen eine offizielle CD (Jimmy Page & Robert Plant – No Quarter) herausgab. 2004 folgte dazu die DVD Jimmy Page & Robert Plant – No Quarter Unledded.
Page und Plant arbeiteten weiter zusammen; 1995/1996 absolvierten sie eine einjährige Welttournee mit 115 Konzerten, u. a. im Olympiastadion München und am 26. Juli 1995 in der Londoner Wembley Arena, wo sich der ehemalige Manager der Band, Peter Grant, im Publikum befand. Im November verstarb Grant.
Bei ihrer Aufnahme in die Rock and Roll Hall of Fame 1995 spielte erneut Jason Bonham Schlagzeug.
1997 nahmen Page & Plant das Studioalbum Walking Into Clarksdale auf, das jedoch nicht zu einem Verkaufserfolg wurde. Außerdem wurde das Album BBC Sessions veröffentlicht, das 1969 in den BBC-Studios entstandene Aufnahmen und den Mitschnitt eines Konzertes im Londoner Paris Theatre vom 1. April 1971 enthält, bei dem auch die allererste auf Tonband aufgezeichnete Live-Performance von Stairway To Heaven zu hören ist.
Nach einer weiteren Welttournee 1998 mit 89 Konzerten beendeten Page und Plant ihre Zusammenarbeit, da Plant sich musikalisch neu orientieren wollte. 1998 wurde das Lied Kashmir unter Mithilfe von Page von Puff Daddy für den Film Godzilla unter dem Titel Come with Me neu aufgelegt.
1999 und 2000 spielte Page gemeinsam mit der amerikanischen Bluesrockband The Black Crowes mehrere Konzerte, deren Setlists überwiegend aus Led-Zeppelin-Stücken bestanden. Die im Jahr 2000 veröffentlichte Doppel-CD Live at the Greek dokumentiert diese Zusammenarbeit.

### Nach 2000
2001 standen Page und Plant nochmals gemeinsam auf der Bühne beim Montreux Jazz Festival. Im Jahr 2003 wurde schließlich mit der Dreifach-CD How the West Was Won eine Dokumentation der Live-Auftritte der Band veröffentlicht. Enthalten sind Konzertmitschnitte im LA Forum vom 25. Juni 1972 und in der Long Beach Arena zwei Tage später.
Im selben Jahr erschien mit der Led Zeppelin DVD eine Retrospektive auf zwei DVDs mit 5½ Stunden Material, die Konzertmitschnitte von Auftritten in der Royal Albert Hall (1970), im Madison Square Garden (1973), in Earls Court (1975) und in Knebworth (1979) enthält. Zudem werden Interviews mit den Musikern gezeigt.

### Konzert 2007

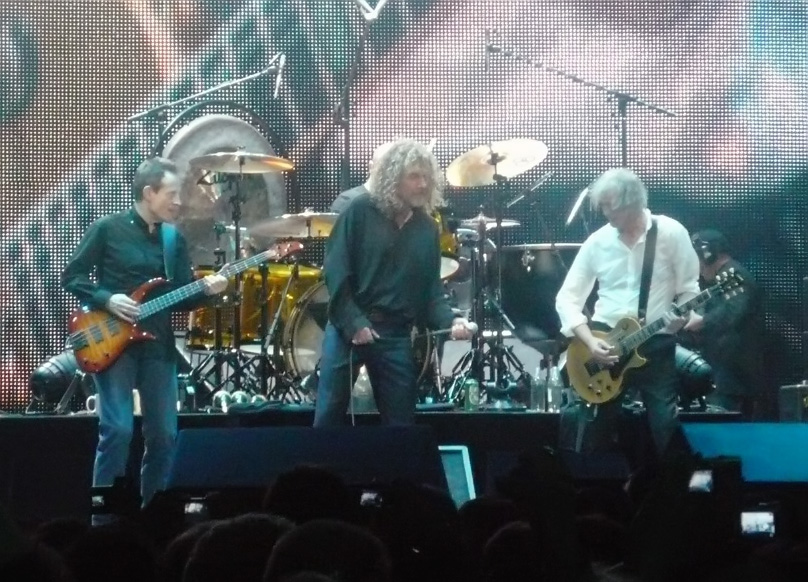
Led Zeppelin 2007: (von links) John Paul Jones, Robert Plant, Jimmy Page

2007 gab es Gerüchte, dass Led Zeppelin eine Reunion-Tour mit den noch lebenden Mitgliedern spielen könnte. Bei einer Pressekonferenz am 12. September 2007 wurde ein einmaliges Konzert am 10. Dezember 2007 in der Londoner O₂-Arena angekündigt. Es handelte sich um ein Benefizkonzert zu Ehren des 2006 verstorbenen Gründers von Atlantic Records und Mit-Entdeckers der Band, Ahmet Ertegün; die Erlöse kamen dessen Stiftung zugute.
Laut Veranstalter hatten sich mehr als 20 Millionen Menschen für Eintrittskarten registrieren lassen, die pro Stück 125 £ (ca. 183 €) kosteten. Etwa 20.000 Karten wurden per Los zugeteilt.
Für das Konzert betraten Plant, Page und Jones zum ersten Mal seit 1980 und zum bisher letzten Mal unter dem Namen Led Zeppelin eine Bühne; am Schlagzeug saß John Bonhams Sohn Jason. Weitere beteiligte Musiker waren u. a. Paolo Nutini, Paul Rodgers, Foreigner und Bill Wyman.
Im Januar 2008 erklärte Page bei der Vorstellung des Kompilationsalbums Mothership in Tokio, dass er bereit sei, mit Led Zeppelin auf Welttournee zu gehen. Plant hatte jedoch kein Interesse an einer Reunion. Da die Band keinen neuen passenden Sänger fand – Kandidaten waren Steven Tyler, Chris Cornell und Myles Kennedy – wird es nach Aussage ihres Managers keinen Zusammenschluss mehr geben.
Das Konzert 2007 wurde aufgezeichnet und am 17. Oktober 2012 in sechzehn deutschen Kinos der Cinemaxx-Kette unter dem Titel Led Zeppelin: Celebration Day aufgeführt und einen Monat später als Video und Album veröffentlicht. Bei den Grammy Awards 2014 wurde es als bestes Rockalbum des Jahres ausgezeichnet.

## Stil und Wirkung

### Musikalische Elemente
Neben Rock ’n’ Roll, Blues und Folkmusik, die den Stil vieler Rockbands prägten, verwendete Led Zeppelin auch Elemente vieler anderer Genres. Der atonale Zwischenteil aus Whole Lotta Love steht beispielhaft für psychedelische Elemente.
Jimmy Page und Robert Plant wurden musikalisch vom Blues beeinflusst. Dieser Einfluss zeigt sich beispielsweise beim Led-Zeppelin-Hit Whole Lotta Love (angelehnt an das Stück You Need Love von Willie Dixon) und The Lemon Song (angelehnt an das Lied Killing Floor von Howlin’ Wolf). Die Band war auch vom amerikanischen Rock ’n’ Roll angetan und spielte Songs von Elvis Presley (A Mess of Blues) und Eddie Cochran (Something Else, C’mon Everybody). Weitere Beispiele für Stücke anderer Künstler, die Led Zeppelin neu interpretierte, sind Babe I’m Gonna Leave You von Joan Baez, Black Mountain Side (Bert Jansch, im Original Blackwaterside), Dazed and Confused (Jake Holmes) und I Can’t Quit You Baby (Otis Rush).
Besonders markant ist Jimmy Pages Gitarrenspiel. Statt der in der Rockmusik klassischen E-Gitarre verwendete er bei vielen Songs eine Akustikgitarre. Dabei gebrauchte er häufig die DADGAD-Stimmung, die fast nur in der Folkmusik verwendet wird. Auch sonst war sein Stil häufig experimentell: In The Battle of Evermore spielt er Mandoline, in Whole Lotta Love Theremin. Bekannt ist auch sein Einsatz von Doppelhalsgitarren, gewöhnlich einer Gibson EDS-1275.
Die meisten Texte wurden von Plant geschrieben. Häufig enthalten sie mystische Elemente, wie etwa in Stairway to Heaven. Der Song Ramble On nimmt inhaltlichen Bezug auf J. R. R. Tolkiens Herr der Ringe:

“T’was in the darkest depth of Mordor

I met a girl so fair,

But Gollum, and the evil one crept up

And slipped away with her.”

Die Bühnenshows von Led Zeppelin konnten über drei Stunden dauern; ausufernde und improvisierte Live-Versionen ihres Song-Repertoires präsentierten oft auch Bearbeitungen von John Lee Hooker, James Brown, Stax und Motown-beeinflusster Funk- und Soulmusik.
Markantestes Stück des vierten Albums und wohl bekanntestes Lied von Led Zeppelin ist die über acht Minuten lange Rockballade Stairway to Heaven. Es gab Verschwörungstheorien, es sei eine satanische Botschaft zu hören, wenn die Aufnahme rückwärts abgespielt werde; dabei kursierten mehrere Versionen des angeblichen Wortlauts dieser Botschaft. Unter anderem wird in Frank Millers 1986 erschienenem Batman-Comic Die Rückkehr des dunklen Ritters darauf angespielt. Robert Plant brachte in Interviews zum Ausdruck, dass derartige Techniken nicht seiner Vorstellung vom Musikmachen entsprächen.

### Rezeption und Bedeutung
Bei der zeitgenössischen Musikpresse stieß der unkonventionelle Stil der Band im Allgemeinen auf Ablehnung. Die renommierte Frankfurter Allgemeine Zeitung beschrieb das Konzert in Frankfurt am 18. Juli 1970 als „langweiliges Gestammel aus undifferenzierten Effekten“:

„Plant ist ein ziemlicher Schreihals, der, obwohl schwarze Blues-Sänger zu seinen Idolen gehören, wenig von schwarzer Gesangskunst gelernt hat. Er vermag sein Gebrüll weder zu musikalisieren, noch mit „Seele“ zu füllen.“

Insbesondere zum Rolling Stone hatte die Band ein sehr schlechtes Verhältnis. Die Zeitschrift hatte die Zuschrift eines College-Schülers als Review zur ersten und zweiten LP veröffentlicht, in der der Schüler der Band geringe musikalische Qualität bescheinigte; damit war die Beziehung zwischen Band und Zeitschrift über Jahre ruiniert. Erst 1975 gab die Band dem Rolling Stone ein Interview, welches der später als Regisseur bekannt gewordene Cameron Crowe führte, der diese Erfahrung später in seinem Film Almost Famous – Fast berühmt verarbeitete.
Die Bandmitglieder gaben nur selten Interviews und konzentrierten sich stärker auf ihre Alben und Tourneen als auf Fernsehauftritte. Teilweise verweigerten sie sich den gängigen Gepflogenheiten der Musikindustrie. Das vierte Album etwa bekam keinen Namen, sondern wurde mit vier Symbolen gekennzeichnet, um die Bedeutung der Musik zu betonen.

“Names, titles and things like that do not mean a thing.”

„Namen, Titel und solche Sachen bedeuten nichts.“

Die Veröffentlichung profitabler Singles geschah meist nur auf Druck ihrer Plattenfirma Atlantic Records. So erschien ihr bekanntester Song Stairway to Heaven, der in erheblichem Umfang zum Bekanntheitsgrad der Band beitrug, nie als Single. In Großbritannien wurde bis 1997 keine einzige Single veröffentlicht.
Led Zeppelin zählt neben Deep Purple und Black Sabbath zu den ersten und bedeutendsten Bands des Hard Rock und gilt heute als richtungsweisend für die spätere Entwicklung des Heavy Metal.
Neben vielen anderen Musikern räumten auch die Mitglieder der Gruppe Guns N’ Roses offen ein, sich Led Zeppelin als Vorbild genommen zu haben. Gitarrist Slash wirkte beispielsweise 1997 auf einem Tributealbum mit. Zudem herrscht die Meinung vor, dass der schwere, typische „Led-Zeppelin-Sound“ dem Grunge den Weg geebnet hat. Beispielsweise sagten Mitglieder der Band Nirvana, insbesondere Dave Grohl, dass sie große Fans der Band waren. Auch Musiker aus dem Umfeld des Pop weisen darauf hin:

„Ich wurde in Kolumbien geboren, aber von Bands wie Led Zeppelin, The Cure, […] beeinflusst. […] Ich liebte diesen Rocksound sehr.“

Die Lieder wurden vielfach von Musikern unterschiedlicher Genres gecovert. Auch zahlreiche bedeutende Künstler spielten Led-Zeppelin-Songs live oder nahmen sie im Studio auf, unter anderem Musiker wie Frank Zappa und Joe Bonamassa, die Progressive-Metal-Bands Dream Theater und Tool sowie weitere renommierte Bands wie Iron Maiden, Van Halen, Zakk Wylde, Pearl Jam und die deutschen Bands Grave Digger und Puhdys.
Da Robert Plant den Gesangs- und Kleidungsstil eines stereotypischen Hard-Rock-Sängers begründete, Jimmy Pages Gitarrensoli sehr beliebt waren und häufig gecovert wurden und John Bonham erheblichen Einfluss auf Stil und Technik vieler Schlagzeuger nach ihm bewirkt hatte, können Led Zeppelin bis heute als prototypische Hard-Rock-Band gesehen werden. Die Bedeutung der Band lässt sich noch heute an den Verkaufszahlen festmachen: Seit 1990, mehr als zehn Jahre nach der Auflösung, wurden mehr als zwanzig Millionen Alben verkauft. 38 % der Käufe in den Jahren 2002–2006 wurden dabei von Fans unter 25 Jahren getätigt, was darauf hinweist, dass auch jüngere Menschen noch die Musik Led Zeppelins hören.
Trotz anfänglicher Geringschätzung listete der Rolling Stone Led Zeppelin 2004 auf Rang 14 der 100 größten Musiker aller Zeiten.

## Diskografie
Studioalben

| Jahr | Titel Musiklabel                                                                          | Höchstplatzierung, Gesamtwochen, AuszeichnungChartplatzierungen (Jahr, Titel, Musiklabel, Platzierungen, Wochen, Auszeichnungen, Anmerkungen) | Höchstplatzierung, Gesamtwochen, AuszeichnungChartplatzierungen (Jahr, Titel, Musiklabel, Platzierungen, Wochen, Auszeichnungen, Anmerkungen) | Höchstplatzierung, Gesamtwochen, AuszeichnungChartplatzierungen (Jahr, Titel, Musiklabel, Platzierungen, Wochen, Auszeichnungen, Anmerkungen) | Höchstplatzierung, Gesamtwochen, AuszeichnungChartplatzierungen (Jahr, Titel, Musiklabel, Platzierungen, Wochen, Auszeichnungen, Anmerkungen) | Höchstplatzierung, Gesamtwochen, AuszeichnungChartplatzierungen (Jahr, Titel, Musiklabel, Platzierungen, Wochen, Auszeichnungen, Anmerkungen) | Anmerkungen                                                   |
| Jahr | Titel Musiklabel                                                                          | DE | AT | CH | UK | US | Anmerkungen                                                   |
| ---- | ----------------------------------------------------------------------------------------- | --- | --- | --- | --- | --- | ------------------------------------------------------------- |
| 1969 | Led Zeppelin Atlantic Records (WEA)                                                       | DE11 Gold · (17 Wo.)DE | AT18 (2 Wo.)AT | CH11 Gold · (4 Wo.)CH | UK6 ×2Doppelplatin · (80 Wo.)UK | US7 Diamant · (99 Wo.)US | Erstveröffentlichung: 10. Januar 1969 Verkäufe: + 10.352.500  |
| 1969 | Led Zeppelin II Atlantic Records (WEA)                                                    | DE1 Platin · (43 Wo.)DE | AT25 Gold · (2 Wo.)AT | CH15 (4 Wo.)CH | UK1 ×4Vierfachplatin · (129 Wo.)UK | US1 ×2Diamant + Doppelplatin · (102 Wo.)US | Erstveröffentlichung: 22. Oktober 1969 Verkäufe: + 15.310.000 |
| 1970 | Led Zeppelin III Atlantic Records (WEA)                                                   | DE3 Gold · (35 Wo.)DE | AT24 (2 Wo.)AT | CH20 Gold · (4 Wo.)CH | UK1 Platin · (44 Wo.)UK | US1 ×6Sechsfachplatin · (46 Wo.)US | Erstveröffentlichung: 5. Oktober 1970 Verkäufe: + 7.315.000   |
| 1971 | Led Zeppelin IV auch bekannt als: Four Symbols, Untitled oder Zoso Atlantic Records (WEA) | DE5 ×3Dreifachgold · (38 Wo.)DE | AT12 (1 Wo.)AT | CH18 ×2Doppelplatin · (3 Wo.)CH | UK1 ×6Sechsfachplatin · (90 Wo.)UK | US2 ×2×4Doppeldiamant + Vierfachplatin · (282 Wo.)US                                                                                          | Erstveröffentlichung: 8. November 1971 Verkäufe: + 37.000.000 |
| 1973 | Houses of the Holy auch bekannt als: Recintos de lo sagrado Atlantic Records (WEA)        | DE8 Gold · (31 Wo.)DE | AT3 (13 Wo.)AT | CH20 (2 Wo.)CH | UK1 Platin · (16 Wo.)UK | US1 Diamant + Platin · (104 Wo.)US | Erstveröffentlichung: 28. März 1973 Verkäufe: + 12.775.000    |
| 1975 | Physical Graffiti Swan Song Records (WEA)                                                 | DE4 Gold · (25 Wo.)DE | AT2 (15 Wo.)AT | CH8 (5 Wo.)CH | UK1 ×2Doppelplatin · (36 Wo.)UK | US1 ×6Diamant + Sechsfachplatin · (48 Wo.)US                                                                                                  | Erstveröffentlichung: 24. Februar 1975 Verkäufe: + 17.255.000 |
| 1976 | Presence Swan Song Records (WEA)                                                          | DE6 (20 Wo.)DE | AT16 (1 Wo.)AT | CH9 (3 Wo.)CH | UK1 Platin · (16 Wo.)UK | US1 ×3Dreifachplatin · (32 Wo.)US | Erstveröffentlichung: 31. März 1976 Verkäufe: + 3.320.000     |
| 1979 | In Through the Out Door Swan Song Records (WEA)                                           | DE9 (13 Wo.)DE | AT15 (5 Wo.)AT | CH17 (3 Wo.)CH | UK1 Platin · (18 Wo.)UK | US1 ×6Sechsfachplatin · (44 Wo.)US | Erstveröffentlichung: 15. August 1979 Verkäufe: + 6.720.000   |
| 1982 | Coda Swan Song Records (WEA)                                                              | DE5 (9 Wo.)DE | AT17 (1 Wo.)AT | CH12 (4 Wo.)CH | UK4 Silber · (9 Wo.)UK | US6 Platin · (19 Wo.)US | Erstveröffentlichung: 19. November 1982 Verkäufe: + 1.100.000 |

grau schraffiert: keine Chartdaten aus diesem Jahr verfügbar

## Plagiatsvorwürfe
Die Band ist mehrfach wegen Urheberrechtsverletzungen verklagt worden. In den meisten Fällen wurde mit den Klägern ein Vergleich geschlossen. In weiteren Fällen erklärte sich die Band bereit, die eigentlichen Urheber zu nennen. Ein in Musikerkreisen viel diskutierter Fall betrifft den Song Whole Lotta Love, ein wichtiger Schritt auf dem Weg zum Weltruhm. Die Band wurde zwar von Willie Dixon verklagt, dessen Song You Need Love eindeutig für den Text Pate stand. Das direkte musikalische Vorbild von Whole Lotta Love war allerdings You Need Loving von den Small Faces. Deren Sänger Steve Marriott sagte später, dass Plant seine Interpretation komplett kopiert habe. Auch bei Stairway to Heaven gab es Plagiatsvorwürfe. Der Bassist der Band Spirit, Mark Andes, klagte Led Zeppelin vor Gericht an, weil der Anfang von Stairway to Heaven aus dem Spirit-Song Taurus kopiert sei. Led Zeppelin gewann den Fall.

## Auszeichnungen
- Led Zeppelin wurden am 12. Januar 1995 in die „Rock and Roll Hall of Fame“ aufgenommen.
- Am 12. Februar 2005 erhielten Led Zeppelin den Grammy Award für ihr Lebenswerk.
- Am 22. Mai 2006 wurde Led Zeppelin als „große Pioniere der Rockmusik“ mit dem „Polar Music Prize“ ausgezeichnet. Der „Polar Music Prize“ des schwedischen Stifters Stikkan Anderson gilt als inoffizieller Nobelpreis für Musik. Die drei noch lebenden Band-Mitglieder erschienen bei der Verleihung in Stockholm.
- Der Fernsehsender VH1 listete Led Zeppelin an erster Stelle der 100 Greatest Artists of Hard Rock.[59]
- Das Musikmagazin Guitar World listete das Lied Stairway to Heaven 2007 auf Platz 1 der „Best Guitar Solos“.
- Kennedy Center Honors 2012 mit jeweils der Auszeichnung für John Paul Jones, Robert Plant und Jimmy Page
- Led Zeppelin erhielten bei der Echoverleihung 2013 den Ehrenpreis „Lifetime Achievement Award International for Outstanding Contribution to Music“ für ihr Lebenswerk.[60]
- Am 3. Februar 2015 wurde ein Asteroid nach Led Zeppelin benannt: (4749) Ledzeppelin.

## Filme
- The Song Remains the Same – Konzertfilm (1976), Regie: Peter Clifton, Joe Massot
- Celebration Day – Konzertfilm (2012), Regie: Dick Carruthers

- Becoming Led Zeppelin – Dokumentarfilm (2025), Regie: Bernard MacMahon